# Branislav Martinović
Pour les articles homonymes, voir Martinović.
Branislav Martinović, né le 29 novembre 1937 à Belgrade et mort le 26 février 2015, est un lutteur gréco-romain yougoslave.

## Carrière
Branislav Martinović concourt d'abord dans la catégorie des moins de 67 kg ; il est médaillé d'argent aux Jeux olympiques d'été de 1960 à Rome  et médaillé de bronze aux Championnats du monde 1961 à Yokohama. Il passe ensuite en catégorie des moins de 63 kg et remporte la médaille de bronze aux Jeux olympiques d'été de 1964 à Tokyo. En catégorie des moins de 70 kg, il est médaillé de bronze aux Championnats d'Europe 1966 à Essen.